# Listă de filme despre invazia Rusiei în Ucraina
Aceasta este o listă de filme despre conflictul armat din Donbas (din 2014) și invazia Rusiei în Ucraina (2022–prezent) în ordine alfabetică.

## Filme
- Atlantida (în ucraineană Атлантида) film distopic din 2019 de  Valentin Vasianovici[1][2]
- Bad Roads (în rusă Плохие дороги, 2020) film ucrainean de Nataliia Vorozhbyt[3]
- Best in Hell (în rusă Лучшие в аду, 2022) film de propagandă rus scris de Aleksei Naghin, produs de Evgheni Prigojin[4]
- Cherkasy sau U311 Cherkasy[5] (2019) regia Tymur Yashchenko[6]
- Cyborgs sau Cyborgs: Heroes Never Die (în ucraineană Кiборги: Герої не вмирають, 2017)   Regia Akhtem Seitablayev[7]
- Donbass (2018, coproducție Germania, Ucraina, Franța, Olanda, România, Polonia)[8][9] comedie neagră, regia Serhii Loznîțea
- The Forgotten (Cei uitați, în ucraineană Забуті 2019) coproducție Elveția, Ucraina. Regia Daria Onishchenko[10][11]
- Frost (în lituaniană Šerkšnas, 2017) film lituanian regizat de Sarunas Bartas[12][13]
- Klondike (în ucraineană Клондайк, 2022) Regia Maryna Er Gorbach[14][15]
- Mother of Apostles (în ucraineană Мати Апостолів)
- Sniper: The White Raven (2022) Regia Maryan Bushan.[16][17][18]
- Sunshine (în rusă Солнцепёк, 2021) film de propagandă rus scris de Aleksei Naghin, produs de Evgheni Prigojin[19][20]
- Woman at War (Femeie în război, în islandeză Kona fer í stríð, 2018, coproducție Islanda, Ucraina). Regia Benedikt Erlingsson.[21][22][23]

## Filme documentare
- 93: Battle for Ukraine (în ucraineană 93: бій за Україну, 2018 partea I, 2020 partea a II-a) serie de filme documentare de Lydia Guzhva[24][25]
- The City of the Heroes (în ucraineană Місто героїв, 2015-2016) serie de filme documentare de 	Ivan Syniepalov[26]
- Selenskyj - Ein Präsident im Krieg (Zelenski: Un președinte în război, 2022) film german documentar de Claudia Nagel și Dirk Schneider[27][28]
- The Earth Is Blue as an Orange (2020) Regia Iryna Tsilyk.[29]
- Ukraine on Fire (2016) film american documentar de Igor Lopatonok[30]
- Ukrainian Sheriffs (în ucraineană Українські шерифи, 2015) Regia Roman Bondarchuk[31]